# Blankenberge
Blankenberge es un municipio de Bélgica, situada en la provincia de Flandes Occidental. A comienzos de 2018 contaba con una población total de 20.349 personas.
Entre sus residentes más conocidos se encontraron el médico Adolf Fick, y el pintor y experto en xilografía Frans Masereel.

## Geografía
La extensión del término es de 17,41 km², con una densidad de población de 1.168 habitantes por km².

### Secciones del municipio
El municipio comprende los antiguos municipios, que se fusionaron en 1977:
| - Blankenberge - Uitkerke |

## Demografía

### Evolución
Todos los datos históricos relativos al actual municipio, el siguiente gráfico refleja su evolución demográfica, incluyendo municipios después de efectuada la fusión el 1 de enero de 1977.
| Gráfica de evolución demográfica de Blankenberge entre 1846 y 2020 |
|                                                                    |

## La playa

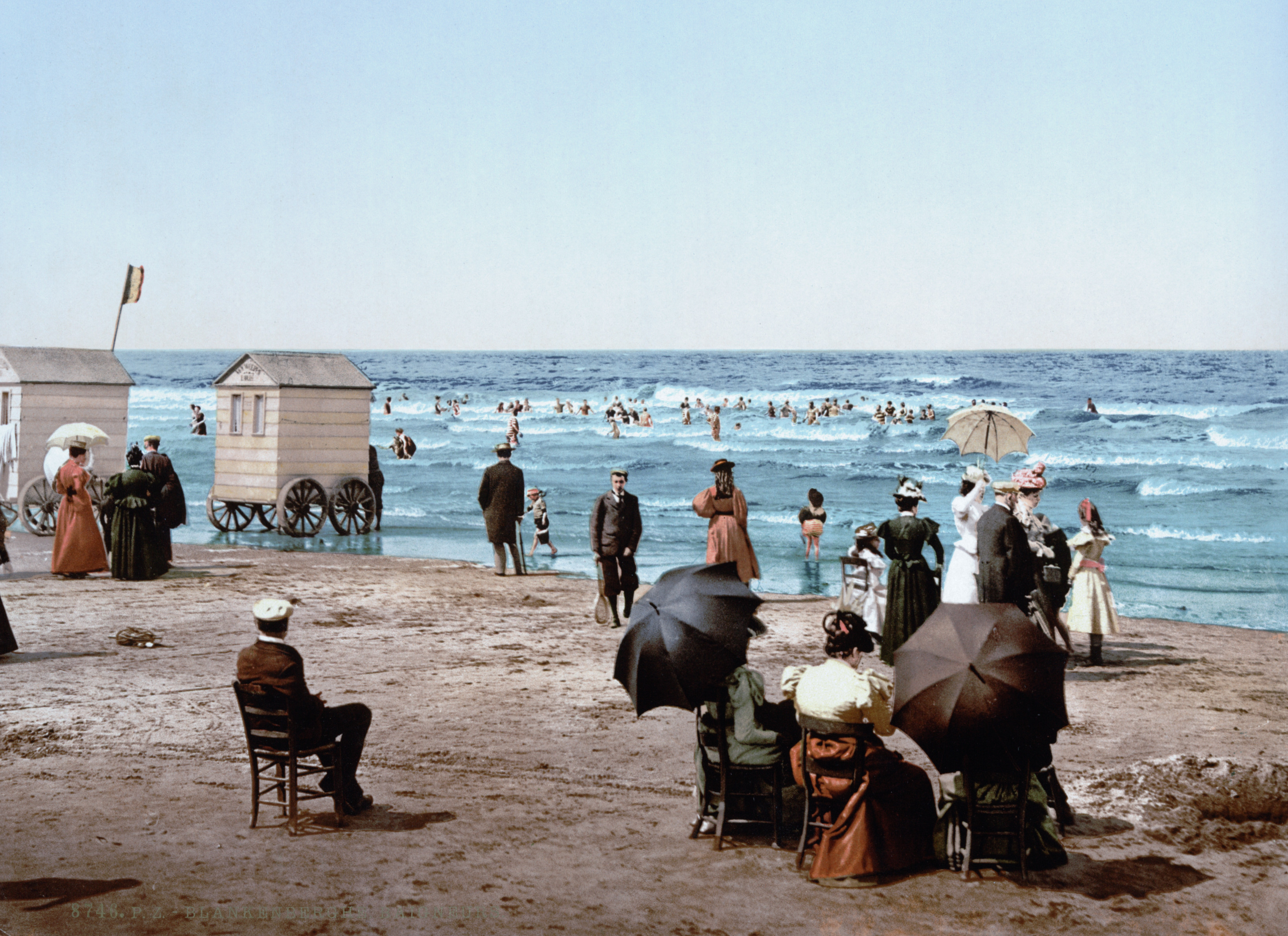
La playa en 1900
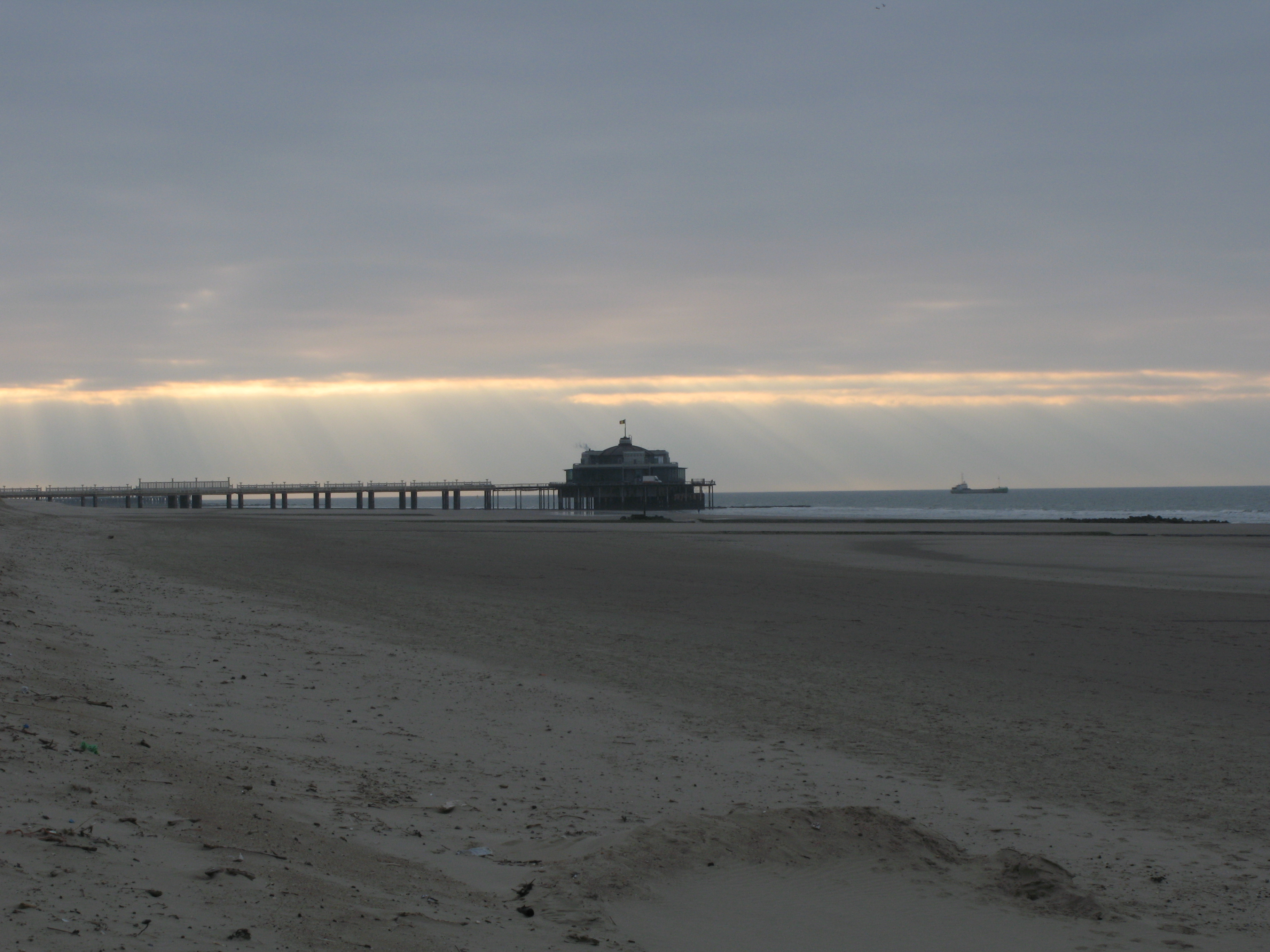
Un restaurante en medio de la playa
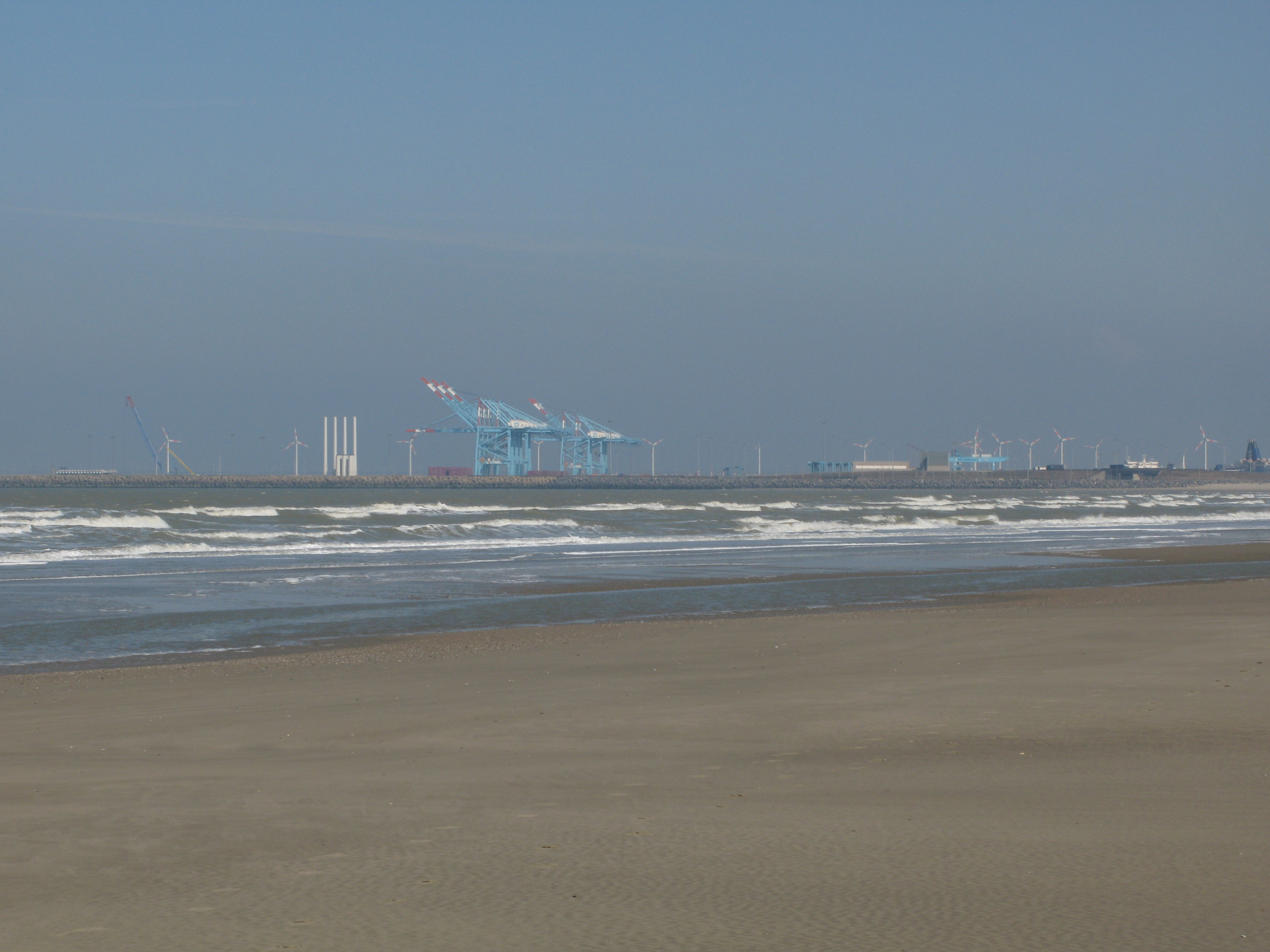
El otro lado de la playa